# Mountain Grove (Missouri)

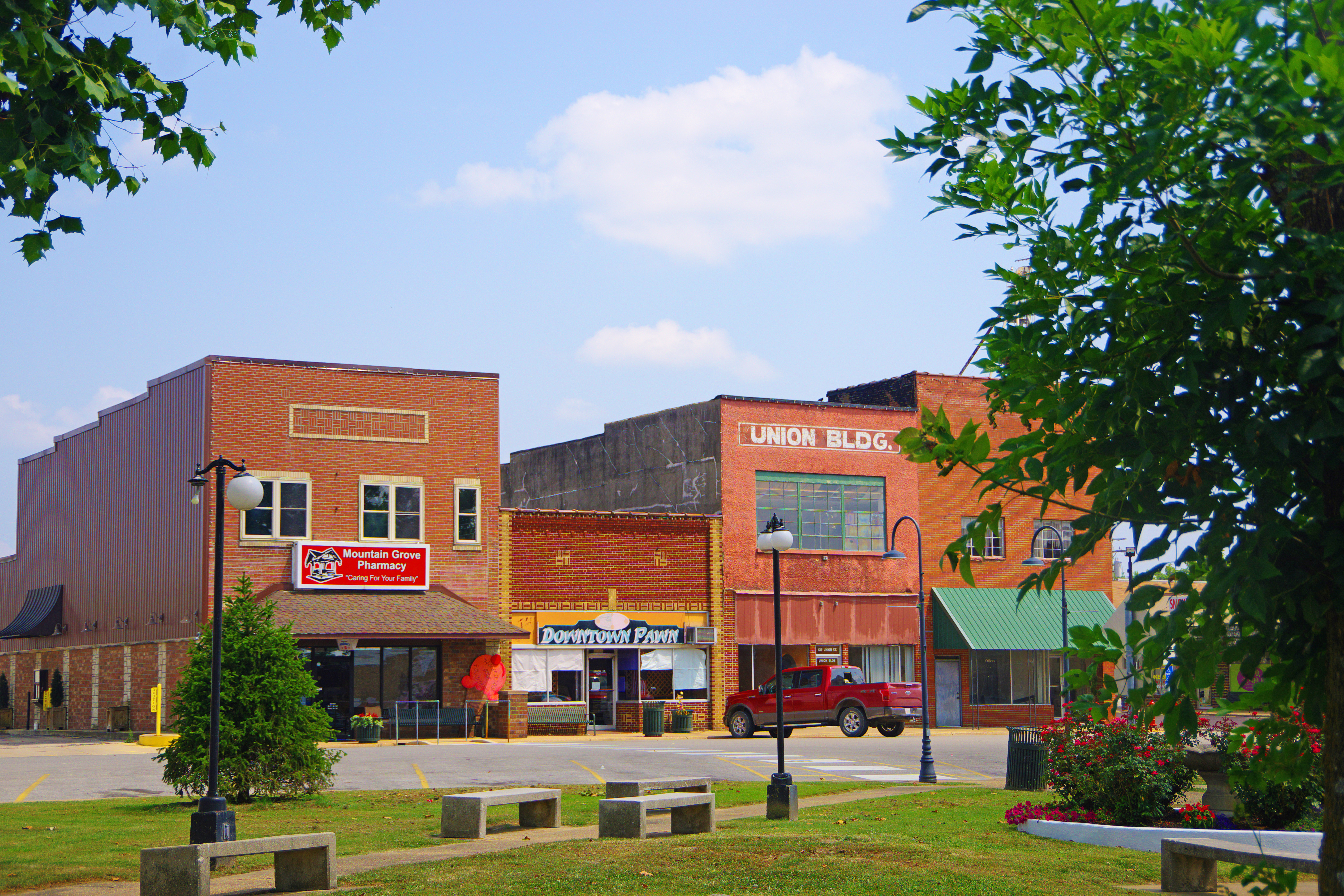

Mountain Grove est une ville du comté de Texas, dans le Missouri, aux États-Unis,. Située au sud-ouest du comté, elle est incorporée en 1894.

## Démographie
Lors du recensement de 2010, la ville comptait une population de 4 789 habitants. Elle est estimée, en 2016, à 4 692 habitants.

### Source de la traduction
- (en) Cet article est partiellement ou en totalité issu de l’article de Wikipédia en anglais intitulé « Mountain Grove, Missouri » (voir la liste des auteurs).